# Politik i Fujian

Fujians läge i Kina.

Den politiska makten i Fujian utövas officiellt provinsen Fujians folkregering, som leds av den regionala folkkongressen och guvernören i provinsen. Dessutom finns det en regional politiskt rådgivande konferens, som motsvarar Kinesiska folkets politiskt rådgivande konferens och främst har ceremoniella funktioner.
I praktiken utövar dock den regionala avdelningen av Kinas kommunistiska parti den avgörande makten i Fujian och partisekreteraren i regionen har högre rang i partihierarkin än guvernören.

## Lista över Fujians partisekreterare
1. Zhang Dingcheng (张鼎丞): 1949
2. Ye Fei (叶飞)
3. Han Xianchu (韩先楚): 1957-1974
4. Liao Zhigao (廖志高): 1974-1980
5. Xiang Nan (项南): 1980-1986
6. Chen Guangyi (陈光毅): 1986-1993
7. Jia Qinglin (贾庆林): 1993-1996
8. Chen Mingyi (陈明义): 1996-2000
9. Song Defu (宋德福): 2000-2004
10. Lu Zhangong (卢展工): 2004-2009
11. Sun Chunlan: 2009-2012
12. You Quan (尤权): 2012-2017
13. Yu Weiguo (于伟国): 2017-2020
14. Yin Li (尹力): 2020-2022
15. Zhou Zuyi (周祖翼): 2022-present

## Lista över Fujians guvernörer
1. Zhang Dingcheng (张鼎丞)
2. Ye Fei (叶飞)
3. Jiang Yizhen (江一真)
4. Wei Jinshui (魏金水)
5. Han Xianchu (韩先楚)
6. Liao Zhigao (廖志高)
7. Ma Xingyuan (马兴元)
8. Hu Ping (胡平)
9. Wang Zhaoguo (王兆国): 1987-1990
10. Jia Qinglin (贾庆林): 1990-1994
11. Chen Mingyi (陈明义): 1994-1996
12. He Guoqiang (贺国强): 1996-1999
13. Xi Jinping (习近平): 1999-2002
14. Lu Zhangong (卢展工): 2002-2004
15. Huang Xiaojing (黄小晶): 2004-2011
16. Su Shulin (苏树林): 2011–2015
17. Yu Weiguo (于伟国): 2015–2018
18. Tang Dengjie (唐登杰): 2018–2020
19. Wang Ning (王宁): 2020–2021
20. Zhao Long (赵龙): 2021–